# Alazani
Alazani (georgiska: ალაზანი; azerbajdzjanska: Qanıxçay) är en flod som flyter genom Kaukasien.
Alazanifloden är den huvudsakliga vattenkällan för Kurafloden i östra Georgien, och den flyter över 351 kilometer. Delar av floden bildar en naturlig gräns mellan Azerbajdzjan och Georgien, innan den möter Kura i Mingäçevirreservoaren i Azerbajdzjan. Även om Kurafloden är den överlägset längsta floden totalt sett, är Alazani den flod som har längst flöde i själva Georgien och är därför landets längsta vattendrag.